# Павиљон жутог ждрала
Павиљон жутог ждрала (кин: 黄鹤楼; пин: Huáng Hè Lóu) је познат историјски торањ, често поново изграђиван, који стоји на Шешану (Змијиној гори), на обали реке Јангце у Вучанг дистрикту, града Вухана, у Кинеској покрајини Хубеј.

## Легенде
Постоје најмање две легенде које се односе на Павиљон жутог ждрала. У првој, бесмртник (кин: 仙人) именом Ванг Ц'ан (кин: 王子安) одјаши на жутом ждралу од Змијине горе. Павиљон је касније саграђен за успомену. У другој, кад је постао бесмртник, Феј Венји (кин: 费文祎) је јахао жутог ждрала и често стао на Змијиној гори да се одмори.

### Песма Цвеи Хаоа
Павиљон жутог ждрала је постао познат од песме написана од Цвеи Хаоа у 8. веку која се зове „Павиљон жутог ждрала“ (кин: 黄鹤楼). Оригиналан текст је приказан доле:
昔人已乘黄鹤去，此地空余黄鹤楼。

黄鹤一去不复返，白云千载空悠悠。

晴川历历汉阳树，芳草萋萋鹦鹉洲。

日暮乡关何处是? 烟波江上使人愁。
Прва линија се може превести овако:
Некада давно бесмртник нестаде јашући на жутом ждралу,

Остала је празна љуштура – Павиљон жутог ждрала.